# 죽도초등학교
죽도초등학교는 대한민국 경상북도 포항시 북구 죽도동에 있는 초등학교다.

## 학교 연혁
- 1984.9. 포항죽도국민학교를 남부국민학교에 수용
- 1985.4. 신축교사 준공(27개 교실 및 부속실)
- 1985.4. 죽도국민학교 개교
- 1988.3. 대잠국민학교 분리
- 1989.9. 본동 4층 증축(11개 교실 및 부속실)
- 1990.3. 죽도국민학교 병설유치원 1학급 개원
- 1994.3. 급식소 개소
- 1996.3. 포항죽도초등학교로 교명 변경
- 2009.3. 모델학교 숲 가꾸기 운영(~2012. 2. 29)
- 2010.7. 교과부 지정 사교육없는 학교(~2013. 2. 28)
- 2011.3. 경상북도교육청 지정 수준별수업 시범학교(~2013.02.28)
- 2011.12. 경상북도교육청 eduTop 우수상 수상
- 2013.2. 교육과학기술부 사교육절감형 창의경영학교 운영 우수상 수상
- 2013.3. 경북교육청 지정 창의경영학교(사교육절감형) 시범학교(~2014. 2. 28)
- 2013.3. 교육부 지정 사교육절감형 창의경영학교(~2014. 2. 28)
- 2014.3. 제15대 조영두 교장선생님 취임
- 2015.2. 제30회 졸업(총 4,328명 졸업)
- 2015.3. 6학급 편성
- 2016.3. 제 16대 도주완 교장선생님 취임
- 2017.2 제32회 졸업(총 4,363명 졸업)

- 2017.3. 6학급 편성
- 2017.3. 제17대 이대희 교장선생님 취임